# Kniphofia praecox
Kniphofia praecox là một loài thực vật có hoa trong họ Thích diệp thụ. Loài này được Baker mô tả khoa học đầu tiên năm 1870.